# Serdexmethylphenidat
Serdexmethylphenidat  ist ein Arzneistoff aus der Gruppe der Stimulantien. Es wird in fester Kombination mit Dexmethylphenidat in der oralen Behandlung der Aufmerksamkeitsdefizit-/Hyperaktivitätsstörung (ADHS) bei Patienten im Alter von sechs Jahren und älter eingesetzt.

## Eigenschaften
Serdexmethylphenidat ist ein Prodrug. Es wird vermutlich im unteren Teil des Magen-Darm-Traktes in die Muttersubstanz Dexmethylphenidat umgewandelt. An der Konversion beteiligte Enzyme wurden nicht identifiziert. Die pharmakologische Wirkweise entspricht der des Methylphenidats.
Serdexmethylphenidat liegt als Zwitterion vor. Pharmazeutisch wird der Wirkstoff als Serdexmethylphenidatchlorid verwendet. Es handelt sich um eine kristalline, leicht wasserlösliche Substanz mit einer molaren Masse von 535,98 g·mol−1.

## Anwendung
Serdexmethylphenidat ist in fixer Kombination mit Dexmethylphenidat (70:30) in den USA seit März 2021 als Azstarys (KemPharm) zugelassen zur oralen Behandlung der Aufmerksamkeitsdefizit-Hyperaktivitätsstörung (ADHS) bei Patienten im Alter von sechs Jahren und älter. Der Dexmethylphenidat-Anteil bewirkt ein frühes Anfluten, die über Stunden ablaufende Konversion des Serdexmethylphenidats in das pharmakologisch wirksame Agens bewirkt dessen verlängerte Verfügbarkeit und ermöglicht die einmalige tägliche Gabe des Präparats.